# 26267 Nickmorgan
26267 Nickmorgan (tên chỉ định: 1998 RS50) là một tiểu hành tinh vành đai chính. Nó được phát hiện bởi dự án Nghiên cứu tiểu hành tinh gần Trái Đất Lincoln ở Socorro, New Mexico, ngày 14 tháng 9 năm 1998. Nó được đặt theo tên Nicholas Morgan, an American educator ở Westport, Connecticut.